# Saturday Night's Alright for Fighting
"Saturday Night's Alright for Fighting" é uma canção gravada pelo músico britânico Elton John. John a compôs com seu parceiro musical Bernie Taupin. Foi lançada no álbum Goodbye Yellow Brick Road (1973) e previamente como seu primeiro single. É um dos singles mais bem sucedidos de Elton, chegando ao número sete no Reino Unido. Foi regravada por vários artistas e integrou trilhas sonoras de filmes, séries e videojogos.
"Saturday Night's Alright for Fighting" é uma volta ao estilo rock and roll com uma aproximação do glam rock. A letra fala sobre uma noite na cidade em que o eu lírico pretende ficar "tão lubrificado quanto um trem a diesel". Taupin comentou que a canção é uma peça de rock and roll estadunidense feita no Reino Unido. Foi inspirada em sua rancorosa adolescência e nas brigas noturnas que presenciou em seu bar, o Aston Arms em Market Rasen.

## Certificações
| Região                | Certificação | Vendas   |
| --------------------- | ------------ | -------- |
| Reino Unido (BPI)     | Prata        | 200,000^ |
| Estados Unidos (RIAA) | Ouro         | 500,000^ |